# Détachement motorisé autonome
Pour les articles homonymes, voir DMA.
Un détachement motorisé autonome (DMA) est un type d'unité militaire interarmes des troupes coloniales françaises, existant dans les colonies africaines sous la IVe République.
Ils donnent naissance en 1957 aux régiments coloniaux interarmes, devenus régiments interarmes d'outremer en 1958.

## Historique
Quatre DMA sont créés en Afrique-Occidentale française : le DMA no 1 au Sénégal (en 1947), le DMA no 2 en Haute-Volta (en 1948), le DMA no 3 au Soudan français (en 1947) et le DMA no 4 au Dahomey (en 1948). À partir de 1948, un DMA existe en Afrique-Équatoriale française, le DMA-AEF stationné en Oubangui-Chari. Enfin, le DMA-M est créé à Madagascar en 1947.
Le DMA no 4 est dissous en 1950. Fin 1957, le DMA no 1 devient le 10e RCIA, le DMA no 2 le 8e RCIA, le DMA no 3 le 2e RCIA, le DMA-AEF le 4e RCIA et le DMA-M le RCIA-Madagascar.

## Organisation
À l'origine, chaque DMA compte selon son tableau d'effectifs et de dotation 840 marsouins et 980 tirailleurs sénégalais, répartis dans une compagnie de commandement, un bataillon d'infanterie portée, un escadron de reconnaissance blindé, une batterie d'artillerie tractée, une compagnie du Génie, un détachement de transmissions, une compagnie de transport, un escadron de réparation, une compagnie de ramassage sanitaire, un élément de ravitaillement et un peloton d'observation aérienne (quatre avions Morane 500). Les 340 véhicules sont issus des surplus de la Seconde Guerre mondiale, américains (notamment Jeeps, camions Dodge et GMC, M3 Scout Car ou automitrailleuse M8), britanniques (comme les Bren Carrier) ou français (Panhard 178B, Hotchkiss W15 et S20 (de), etc.).
En octobre 1951, les DMA sont restructurés autour d'un groupe mobile d'intervention et d'un centre d'instruction. La compagnie de transport et le détachement de transmissions sont dissous tandis que la batterie d'artillerie devient une unité mixte d'artillerie et de transport. Les centres d'instruction comptent une compagnie de commandement, trois compagnies d'instruction, une batterie d'instruction et un centre d'instruction automobile.
Plus tard, l'état-major des DMA devient aérotransportable et les DMA sont organisés avec un sous-groupement léger aérotransportable et un sous-groupement lourd non aérotransportable.